# Timici
Timici ou Kalâa est un site archéologique important temoin du passage des civilisations punique, romaine puis musulmane situé près du village d'Ain Metboul dans la région du Dahra en Algérie.

## Toponymie
Timici est une latinisation du mot punique tmky (𐤕𐤌𐤊𐤉).
Au Moyen Âge la ville a porté sa nomination définitive Kalâa diminutif de Kalâat Maghila Deloul «château des Maghila Deloul» au nom de son rebâtisseur Deloul Ibn Hammad le prince des Maghila sous le règne des ifrenides.
Ibn Khaldoun apporte un autre nom de la ville Igri qui s'emploie aujourd'hui pour désigner la plaine agricole dominée par cette ville.

## Localisation
| Taougrite            | Taougrite            | Taougrite            |
| Sidi M'Hamed Ben Ali | Timici               | Sidi M'Hamed Ben Ali |
|                      | Sidi M'Hamed Ben Ali |                      |

## Histoire

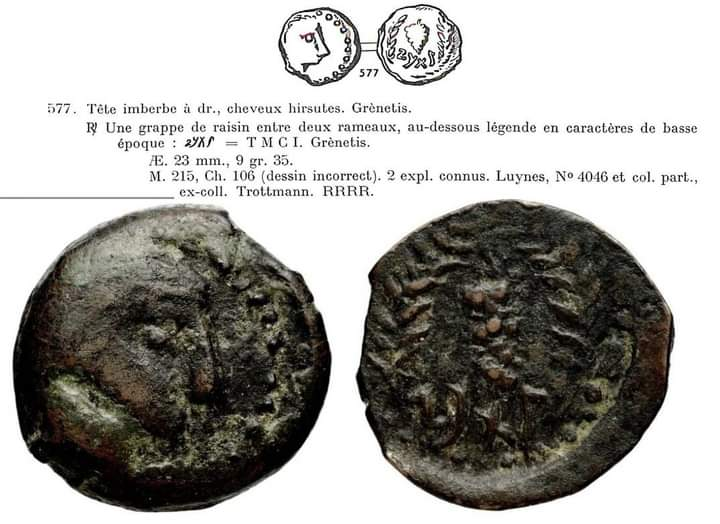
Monnaie d'Ebusus surfrappée par l'atelier de Timici

### Époque punique
Timici fut d'abord une ville punique qui frappait ses propres pièces de bronze avec des légendes puniques, de nombreuses sculptures de  caractère phénicien y ont été découvertes,. La typologie de la monnaie s'était inspiré de la religion et l'économie locale de la cité qui avait donc pour ressources agricoles principales les céréales et le raisin outre, la divinité masculine gravé reste non identifiée J.Mozard hésite entre Baal ou Eshmoun.

### Époque romaine

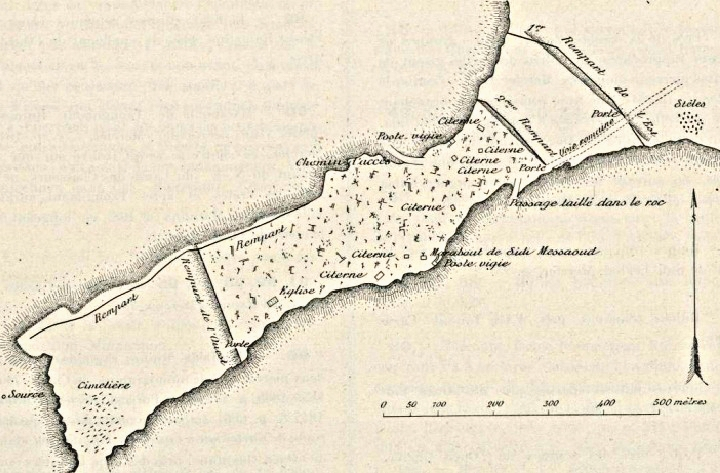
Plan de Timici selon Stéphane Gsell

Sous les Romains, Timici est devenue une ville natale (civitas) de la province de Maurétanie césarienne, Pline la cite au Ier siècle parmi les villes importantes de l'intérieur du pays.
Selon Paul pallary la difficulté d'accès à la citadelle, le manque de terres labourables sur la surface font considérer Kalaa comme ville militaire ce qui confirme cette hypothèse c'est qu'elle dominait tout le pays et qu'elle surveillait à la fois la plaine du Gri et la vallée de l'oued Kouhlal richement fertiles. Elle avait pour port Arsenaria qui était réservé aux échanges commerciaux devenu plus tard une forteresse chargée de contenir les belliqueux de la région.

Le Christianisme y fait son apparition au IIIe siècle et la cité fut le siège d'un évêché L'épiscopus Timicitianus mentionné dans la liste des évêques réunis par Hunéric, roi vandale à Carthage en 484.

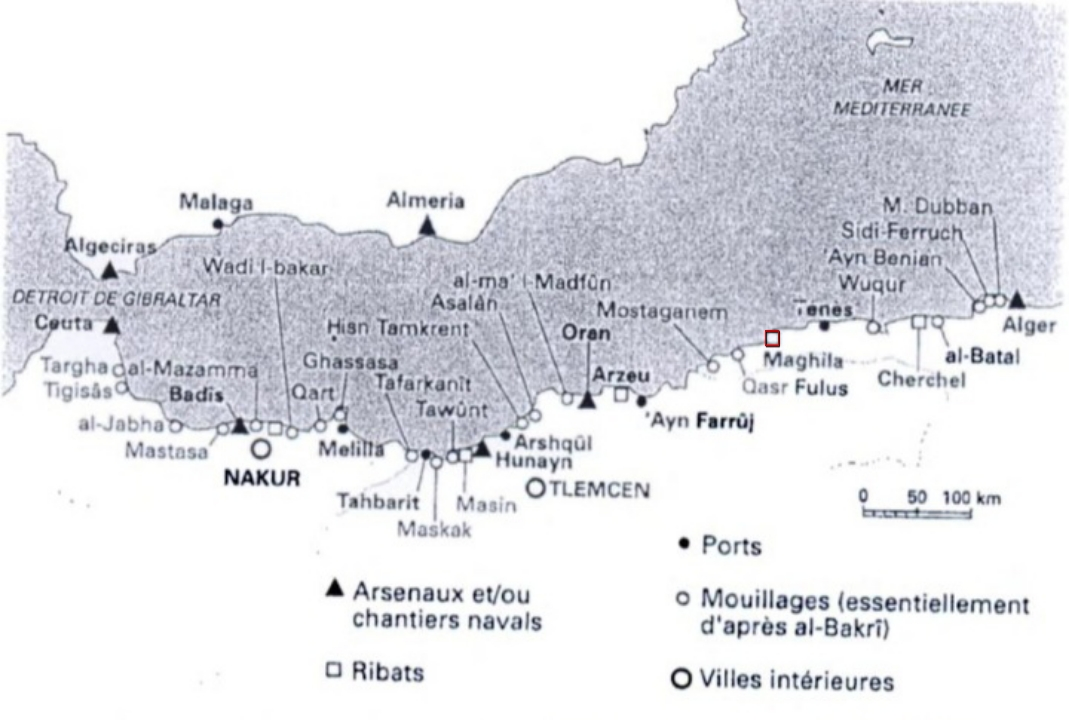
Ports et mouillages du Maghreb au temps médiéval

### Moyen Âge
Au Xe siècle la région passa sous le règne des Berbères de Maghila et la ville fut reconstruire par leur émir Deloul Ibn Hammad et elle fut nommée en son honneur Kalâat Maghila Deloul «château des Maghila Deloul» selon Al-Bakri. C'est grâce à l'orientaliste irlandais Mac Guckin de Slane investigateur du livre « routes et Royaumes» d'Al-Bakri que l'emplacement de cette ville a été déterminé à deux farsangs au nord de Mazouna et à cinq farsangs loin de la mer. Ain Kordi citée par ses derniers étant toujours en cours se situe près du village de Ain Metboul à Sidi M'hamed Ben Ali.
Au XIVe siècle, Ibn Khaldoun mentionna cette ville sous un autre nom Igri qui tomba en ruine, et que la riche plaine du Gri avoisinante semble en avoir tiré son nom.
- Al Bakri : « El-Ghozza est le sahel de Tihert. Dans le voisinage de cet endroit et du côté de la mer se trouve la Kalaa Maghila Deloul cette place battie sur la cime d'une haute montagne et extrêmement forte une distance de cinq parasanges la sépare de la mer  On y voit une source d'eau appelée Ain Kordi »
- Mac Guckin de Slane : « Ain Kordi ou l'Ain Kedrou de nos dernières cartes est situé à deux lieux au nord de Mazouna et à trois ou quatre lieux sud est de l'embouchure du Oued Khamis »Ain Kerdi (Kerdou) de Kalâat Maghila Deloul

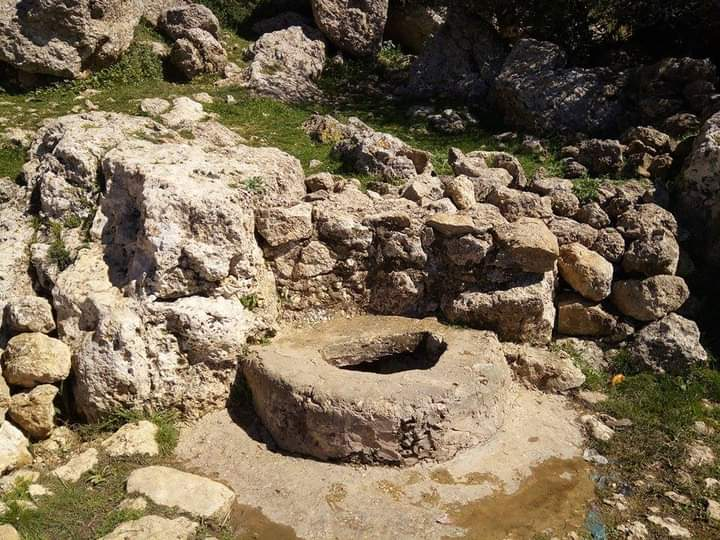
Ain Kerdi (Kerdou) de Kalâat Maghila Deloul

- Ibn Khaldoun : « Sous le règne de Yala-Ibn-Mohammed-el-Ifreni, les Maghila eurent pour émir Deloul-Ibn-Hammad, celui qui bâtit Igri, ville située à douze milles de la mer et dont on ne trouve plus que les ruines »

C'est du port de cette ville que partit en 755 le fondateur de la dynastie omeyyade de Cordoue Abd al-Rahman Ier, afin de débarquer à Almuñécar (al-Munakkab) en Andalousie. ce port situé à l'ouest de Ténès n'est autre que Marsa Maghila l'ex Arsenaria
En 1015, Hammad ibn Bologhine le fondateur de la dynastie Hammadite fut vaincu par son neveu Badis ben Mansur et se réfugia dans ce château ( Kalâat Maghila ) puis il marcha vers la ville de Dekma et la pilla. Il en transporta les provisions jusqu'à Kalâat Maghila, y retourna et s'y fortifia sous le siège de Badis. Cette situation s'est poursuivie jusqu'à la mort subite de Badis en 1016 . 

## Site et monuments

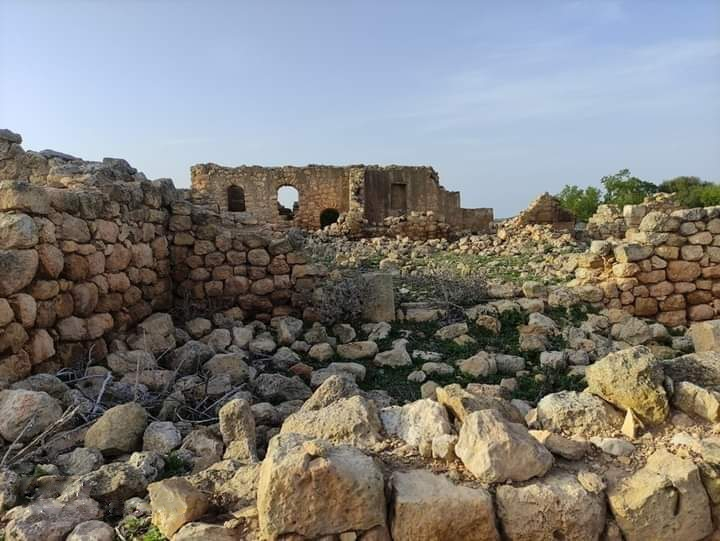
Vestiges de la cité médiévale" Kalâat Maghila "

La ville est longue d'environ un kilomètre, large de 200 à 300 mètres, située sur une étroite crête, ornée de deux remparts à l'est et un seul à l'ouest, sur les côtés nord et sud des sentiers ont été ménagés le long des flancs de la crête et, près de chaque sentier un poste-vigie taillé dans le roc. De Nombreuses citernes ont été découvertes creusées dans la roche. Une Chapelle chrétienne avec des colonnes à environ 80 mètres de la porte du Sud-ouest.
À l'est de la ville il a été observé des stèles sculptées dans le roc, ornées de croissants et quelquefois précédées de godets; vestiges d'un caveau creusé dans le roc: il y avait probablement là un cimetière. La partie ouest du plateau d'el kalaa est dépourvue de tout vestige de construction et occupé par une vaste nécropole punique de 300 à 400 tombes avec des fosses et caveaux creusées dans le roc.
Plusieurs Voies antiques une vers Arsenaria une deuxième vers la ville de fundum nomine Mazucanum à travers la plaine du Gri puis vers Castelum Tingitanum une troisième vers le nord est par les crêtes.

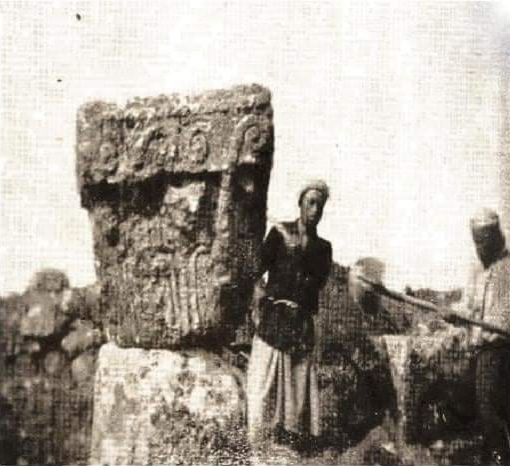
Basilique de Timici - chapiteau de la colonne

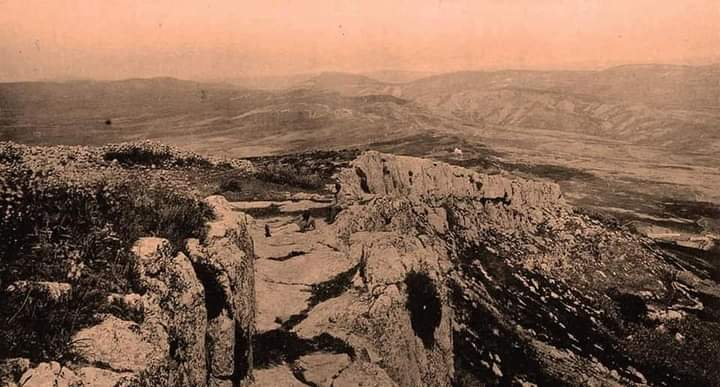
Chemin creusé dans le roc à Timici